# Sport Luanda e Benfica
Sport Luanda e Benfica znany również jako Benfica Luanda – angolski klub piłkarski z siedzibą w mieście Luanda. Klub został założony w 1922.
Przed sezonem 2017 klub wycofał się z rozgrywek z powodów finansowych.

## Sukcesy
- Puchar Angoli: 2014
- Superpuchar Angoli (1 raz): 2007

## Skład
| Nr | Poz. | Piłkarz                        |
| -- | ---- | ------------------------------ |
| 1  | BR   | Nlandu Dede Dikulu             |
| 2  | OB   | Paulino Tiago Hamuti           |
| 3  | OB   | Octavio Sanches                |
| 4  | OB   | Onema Ehomba                   |
| 5  | OB   | Kita Lucien Mbala              |
| 6  |      | Paulo Kanza Fukieto            |
| 7  | NA   | Jorge António Pinto Celino     |
| 8  | PO   | Miguel João Canhanga           |
| 9  | PO   | Pedro Renato Faial             |
| 10 | PO   | Osvaldo Cornelio Paulo Candeia |
| 12 |      | Addy Bunzeye                   |
| 14 | NA   | Avelino Eduardo António Craque |
| 15 | NA   | Serge Mputu Mbungu             |

| Nr | Poz. | Piłkarz                        |
| -- | ---- | ------------------------------ |
| 16 |      | Manuel Adao Domingos           |
| 18 |      | Manuel Fernandes Gaspar        |
| 19 |      | Bruno Luis da Costa            |
| 20 |      | Manuel Filipe da Costa Amandio |
| 21 |      | Sebastiao Patricio Micolo      |
| 22 | BR   | Alain Muana Kizamba            |
| 23 |      | Lourenço Gomes Manuel          |
| 24 |      | Antonio Dias Dorivaldo         |
| 26 |      | Leial Alberto Ezequiel         |
| 27 | NA   | Erick Bokanga Musau            |
| 28 |      | Buco Gonçalves Francisco       |
| 29 |      | Guilherme Armindo Cange        |
| 30 |      | Famoroso Ribeiro Domingos      |
|    | PO   | Fábio Paím                     |

## Reprezentanci krajów w barwach klubu
- Serge Mputu Mbungu
- Alain Muana Kizamba

## Stadion
Klub rozgrywa swoje mecze na Estádio da Cidadela, który pomieścić może 25 000 widzów.